# Luis Brezzo
Luis Andrés Brezzo Paredes (Montevideo, 20 de marzo de 1939 - ídem, 20 de septiembre de 2002), político uruguayo, perteneciente al Partido Colorado.
Empleado en el sector bancario, fue dirigente de la Asociación de Empleados Bancarios del Uruguay (AEBU). También estudió ingeniería y trabajó como periodista.
En 1985, al restaurarse la democracia en el país, fue designado director de la Dirección Nacional de Trabajo, órgano dependiente del Ministerio de Trabajo y Seguridad Social, cuya titularidad ocupaba Hugo Fernández Faingold. En 1989 sustituyó a éste al frente de la mencionada cartera, permaneciendo en el cargo durante los últimos meses de la presidencia de Julio María Sanguinetti. 
Fundador y dirigente del Foro Batllista, en las elecciones de 1994, en las que Sanguinetti obtuvo un nuevo mandato presidencial, fue elegido senador. Asumió esta banca hasta 1999, cuando Sanguinetti lo nombró Ministro de Ganadería, Agricultura y Pesca.
En las elecciones de octubre de 1999 fue elegido nuevamente senador. En marzo de 2000, el nuevo presidente Jorge Batlle lo designó Ministro de Defensa Nacional, desempeñándose en esta cartera hasta su fallecimiento dos años después.
| Predecesor: Juan Luis Storace              | Ministro de Defensa Nacional 2000-2002 | Sucesor: Yamandú Fau |
| Predecesor: Ignacio Zorrilla de San Martín | Ministro de Ganadería 1999-2000        | Sucesor: Juan Notaro |
| Predecesor: Hugo Fernández Faingold        | Ministro de Trabajo 1989-1990          | Sucesor: Carlos Cat  |

- Datos: Q3819725